# Còssids
Els còssids (Cossidae), o arnes de la fusta, són una família de lepidòpters glossats del clade Ditrysia de distribució cosmopolita. Inclou moltes espècies amb grans erugues i papallones amb una envergadura de 9 a 24 cm.
Diversos autors han inclòs o exclòs altres famílies, com les Dudgeoneidae, Metarbelidae, Ratardidae, solament algunes de les quals es mantenen en recents classificacions. La família inclou a les arnes de les catifes. Moltes de les erugues tenen olors desagradables; i ataquen la fusta. La "bruixa" (Endoxyla leucomochla), és una de les 87 espècies de còssids d'Austràlia.
Les erugues d'algunes espècies poden trigar més de tres anys a madurar, i les seves pupes estan en túnels. Els adults de vegades tenen ales llargues i estretes, generalment color cendres.

## Subfamílies
Els còssids inclouen 971 espècies; repartides en 11 subfamílies:
- Subfamília Catoptinae
- Subfamília Chilecomadiinae
- Subfamília Cossinae
- Subfamília Cossulinae
- Subfamília Hypoptinae
- Subfamília Mehariinae
- Subfamília Politzariellinae
- Subfamília Pseudocossinae
- Subfamília Ratardinae (disputat)
- Subfamília Stygiinae
- Subfamília Zeuzerinae